# Peugeot 403
O Peugeot 403 é um automóvel do segmento D fabricado e comercializado pela Peugeot entre maio de 1955 e outubro de 1966. Um total de 1.214.121 unidades de todos os tipos, incluindo modelos comerciais, foram produzidas, tornando-se o primeiro Peugeot a ultrapassar um milhão em vendas.

## História
O 403 estreou como um sedã/berlina em 20 de abril de 1955 no Palácio do Trocadéro em Paris. Por vários meses antes de ser lançado, vários 403s, com seus emblemas removidos, estavam circulando nas estradas perto da fábrica do fabricante em Sochaux. Eles se tornaram tão familiares que os moradores locais não os notaram mais, mas atraíram a imprensa automobilística de Paris para uma cidade geralmente de pouco interesse para a mídia nacional.
O tamanho do motor TN3 deu ao carro um "cavalo fiscal" de 8 CV, o que o colocou uma classe abaixo do Citroën Traction de 11 CV que logo seria substituído, mas pelo menos uma classe acima dos carros pequenos produzidos pelos principais fabricantes concorrentes.
Quando foi mostrado pela primeira vez, e até depois de 1958, a borda dianteira do nariz do carro carregava um ornamento de capô angular de leão cromado inclinado para a frente - como marca registrada da Peugeot. Isso foi removido em 1959, devido a preocupações com a segurança, e o logotipo foi incorporado a um emblema de grade em forma de escudo.
Posteriormente, os indicadores mecânicos em estilo semáforo nas colunas C foram substituídos por indicadores piscantes dentro do conjunto de faróis. Os faróis dianteiros foram modificadas para se adequarem aos novos padrões e, em 1957, limpadores de para-brisa paralelos foram substituídos pelo design original de "mãos cruzadas" apresentado no lançamento.
Embora o carro tenha passado por inúmeras melhorias durante a produção, a maioria pequenas. As melhorias para 1959 incluíram mover os bicos do lavador de para-brisa da tira de metal entre a base do para-brisa e o capô a uma curta distância da borda traseira do próprio capô. Este também foi o ano em que o anel semicircular dentro da metade inferior do volante que opera a buzina foi substituído por um anel de buzina circular completo.

## Design
Desenhado pela Pininfarina, o 403 apresentava um estilo ponton de três volumes incorporando, exceto nos modelos mais básicos, um teto solar de metal. A colaboração com a Pininfarina marcou o início de uma parceria que veria a empresa italiana produzindo designs para a Peugeot, incluindo muitos modelos de volume convencionais, por mais de cinquenta anos. Em relação ao próprio 403, havia rumores persistentes de que o design era originalmente destinado a um Fiat 1900 de substituição, que havia sido rejeitado quando Turim decidiu adiar a substituição do Fiat por mais quatro anos.
Incomuns na Europa na época eram as portas laterais traseiras largas, com abertura de 90°. Também incomuns eram as janelas nas portas laterais traseiras que abaixavam totalmente, apesar da intrusão do arco da roda na moldura da porta.

## Motor
O 403 usava uma versão ampliada do motor a gasolina de 1290 cc do Peugeot 203. Com cilindrada de 1468 cc, a unidade de quatro cilindros em linha empregava válvulas acionadas por haste de pressão e câmaras de combustão hemisféricas e um cabeçote de cilindro de fluxo cruzado para produzir 58 cv a cerca de 4.900 rpm e 101 N⋅m de torque a 2.500 rpm. A potência aumentou para 65 cv em 1958. Uma característica incomum na época era o ventilador do motor controlado termostaticamente que desligava quando a temperatura do motor caía para 75 °C e religava quando a temperatura do motor aumentava para 84 °C. As vantagens reivindicadas incluíam uma melhoria no consumo de combustível entre 5% e 10% de acordo com a velocidade média e a prevenção, em muitas condições, do ruído do ventilador. Um pequeno dispositivo de aquecimento ativado por água quente para o carburador ligado ao aquecedor da cabine de passageiros — operando somente quando o motorista ativava o aquecimento da cabine, mas não quando a temperatura ambiente estava alta o suficiente para que o aquecedor fosse desligado.
Uma perua Peugeot 403 movida a diesel foi introduzida no outono de 1958, a primeira de uma longa linha, seguida por um sedã a diesel um ano depois.
Após a descontinuação do 203 em 1960, uma versão de 54 cv de seu motor de 1290 cc tornou-se disponível como uma opção em uma versão de especificação reduzida do 403, inicialmente denominada "403 Sept" ("7") e logo depois como "403 Berline Luxe". O imposto sobre carros na França era baseado principalmente no tamanho do motor, e o 403 com motor menor se enquadrava na classe de tributação de 7 CV em vez do 8 CV da versão maior.

## Transmissão
O 403 usava uma transmissão manual de 4 velocidades totalmente sincronizada acionando as rodas traseiras. A alavanca de troca de marchas era montada do lado direito da coluna de direção.
Para o Salão do Automóvel de Paris em outubro de 1957, o fabricante ofereceu, a um custo extra, uma embreagem automática Jaeger eletromagnética, ativada ao trocar de marcha.

## Interior
Os bancos dianteiros reclinavam, permitindo que seus encostos ficassem alinhados com os assentos do banco traseiro, criando uma "cama".

## Variantes de carroceria
A distância entre eixos foi alongada em 240 mm para as versões de perua "Familiale" e "Commerciale" do Peugeot 403. O Familiale recebeu uma terceira fileira de assentos e foi descrito como de 7/8 assentos, enquanto o Commerciale ofereceu uma configuração de assentos mais convencional para uma perua.
A perua 403 alongada tinha um eixo traseiro sólido instalado em uma caixa de diferencial de alumínio. Usava um câmbio de coluna manual e no acabamento "Familiale" incluía assentos dianteiros totalmente reclináveis. Teto solar e pneus radiais com cinto de aço eram padrão.
Uma versão conversível de duas portas do carro também foi oferecida, com um interior luxuoso com estofamento de couro de alta qualidade. Em 1958, o 403 conversível custava 80% mais do que o sedã 403 "berline grand luxe" de nível de entrada e, presumivelmente, por esse motivo, o 403 conversível foi produzido e vendido apenas em números muito modestos. Na primavera de 1961, a produção do 403 cabriolet terminou, em antecipação ao lançamento, mais tarde naquele ano, do 404 Cabriolet do fabricante.
Variantes comerciais de picape de 2 portas e furgão de 3 portas do 403 também foram produzidas.

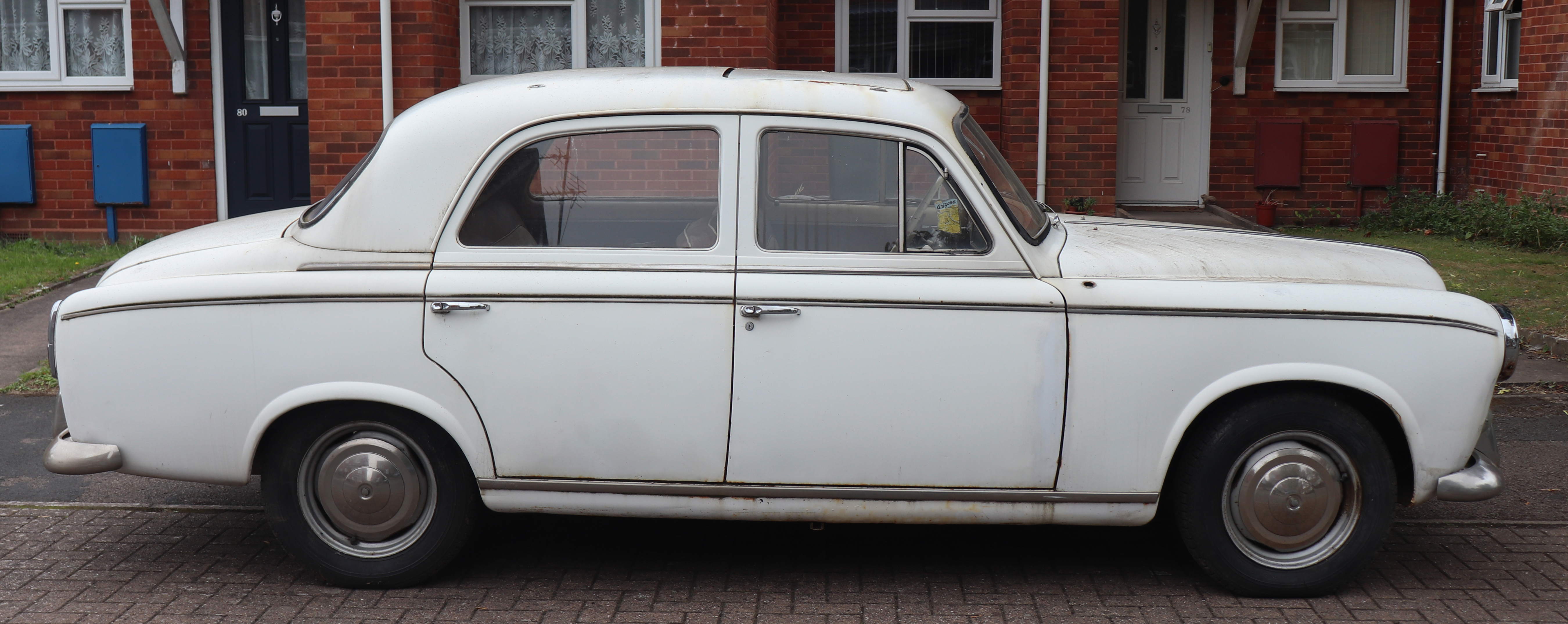
Lateral do sedã
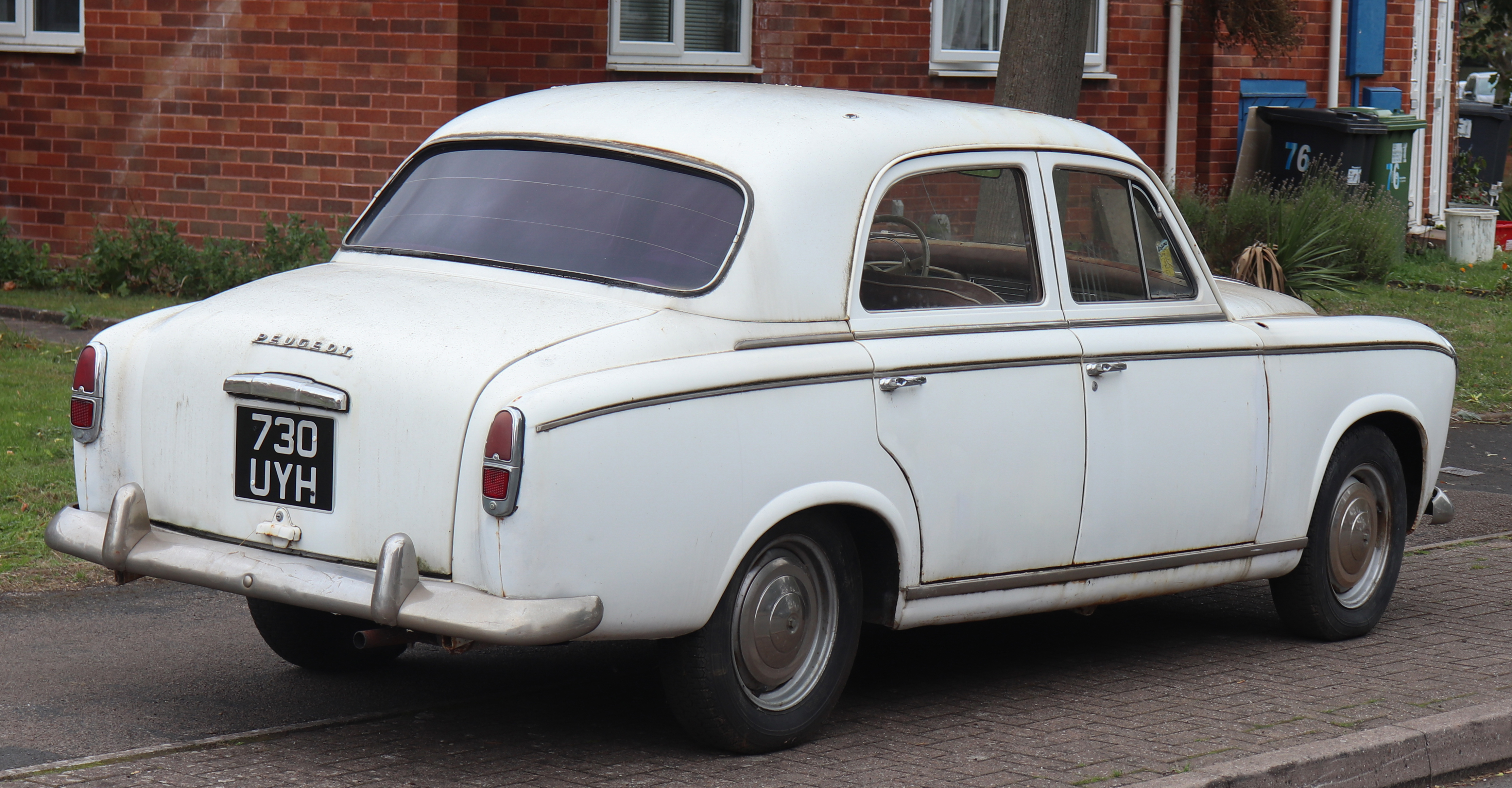
Traseira do sedã
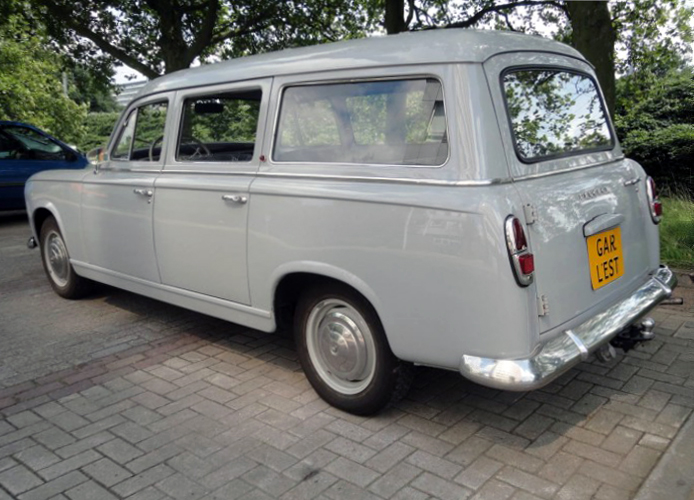
Familiale/Commerciale
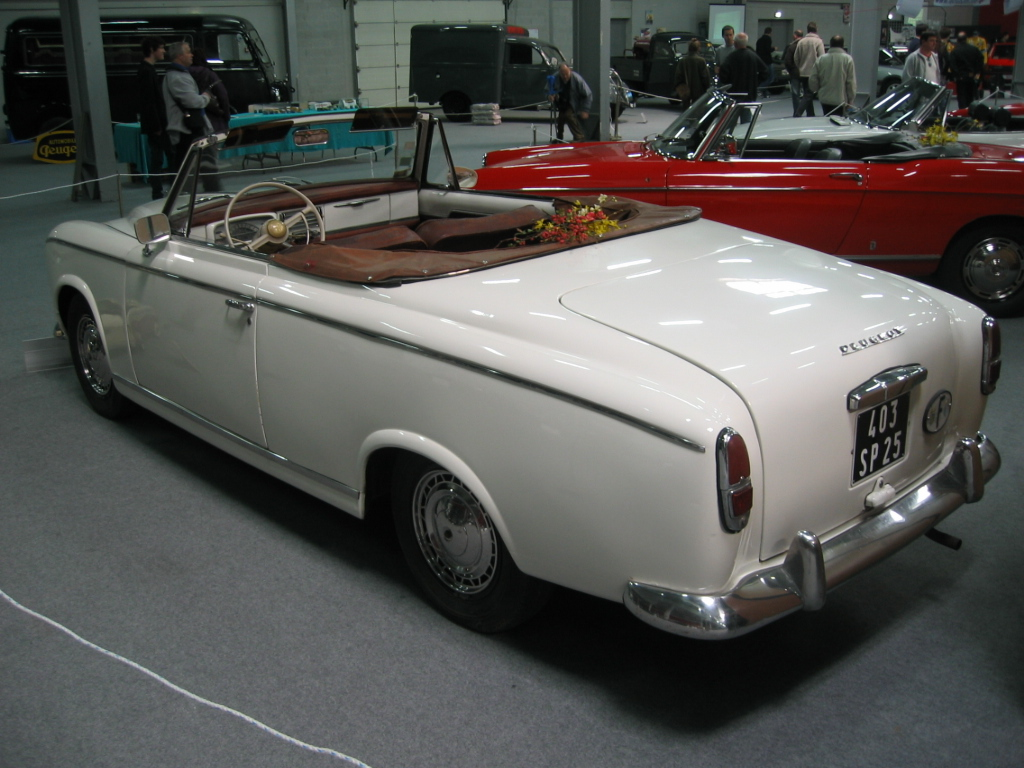
Cabriolet
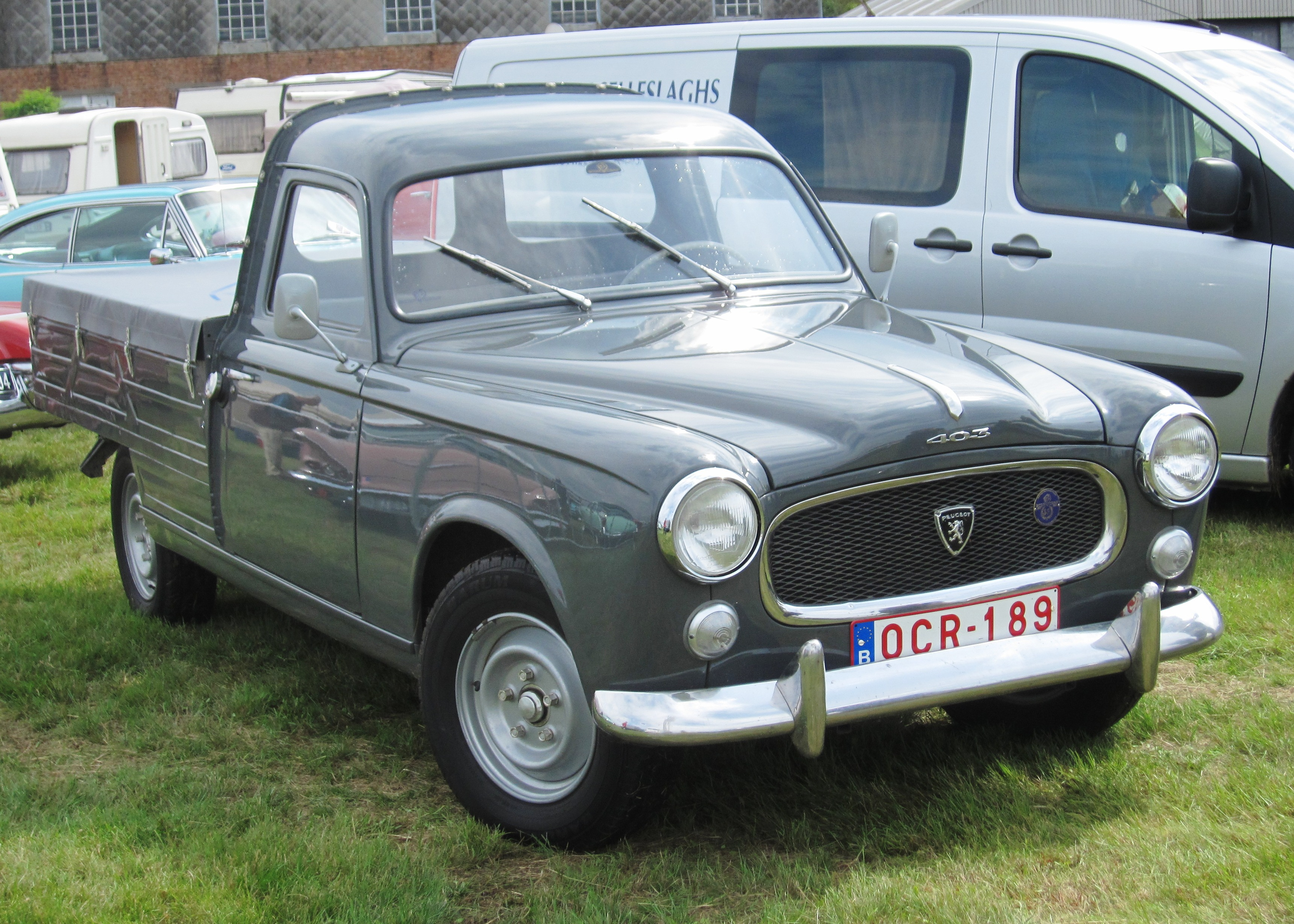
Pickup

## Produção
- 1955    .....  21.326
- 1956    ..... 71.551
- 1957    ...
- 1958    ...  121.757
- 1959    ...
- 1960    ...
- 1961    .....  78.296
- 1962    ....
- 1963    ....
- 1964    .....  53.371
- 1965    .....  27.296
- 1966    .....  40.805 (incl. camionnettes)

Esses dados não incluem caminhões leves baseados no 403
Em grande parte substituído pelo Peugeot 404 em 1960, o 403 continuou disponível como uma alternativa mais barata. Enquanto o sedã 403 foi retirado de produção no final de outubro de 1966, restando apenas a picape (camionnette). Ela foi substituída pela picape 404 em março de 1967.
Além da produção argentina e australiana, a montadora local da Volkswagen na Nova Zelândia montou 1.033 Peugeot 403s em pouco menos de quatro anos, começando em março de 1960.
A versão argentina atingiu 90% de integração de peças locais.